# Erik Johan Stagnelius
Erik Johan Stagnelius (14. října 1793, farnost Gärdslösa, dnes součást města Borgholm, Öland – 3. dubna 1823, Stockholm) byl švédský romantický básník a dramatik. V současnosti je považován za jednoho z nejvýznamnějších švédských básníků.

## Život
Narodil na ostrově Öland ve farnosti Gärdslösa jako syn vikáře a byl vychováván na faře svého vysoce vzdělaného otce. V roce 1810 se otec stal biskupem v Kalmarské diecézi a rodina se přestěhovala do Kalmaru, kde rok navštěvoval střední školu. Roku 1811 začal studovat na Lundské univerzitě, ale strávil zde pouze jeden semestr. Pak se přestěhoval do Uppsaly, kde pravděpodobně studoval na Uppsalské univerzitě především práva a filozofii, a roku 1814 zde získal bakalářský titul. Roku 1815 se stal ve Stockholmu úředníkem královské kanceláře a tuto práci vykonával až do své předčasné smrti.
Stagnelius trpěl srdeční chorobou, v současnosti považovanou za Noonanův syndrom, a říká se, že se stal závislým na alkoholu a opiu, aby se zbavil bolesti, kterou mu srdeční onemocnění způsobovalo. Jako člověk byl prý neatraktivní, s neudržovaným oděvem, zasmušilý a psychicky labilní. Většinu života žil sám a měl jen pár přátel. Neměl žádné známé kontakty s uppsalskými ani stockholmskými literárními kruhy. Trpěl neopětovanou láskou k ženě, kterou nazýval ve své poezii Amanda (pravděpodobně šlo o Constance Mathildu Jaquette Magnétovou, později provdanou za kapitána barona Erika Johana Hummerhielma, se kterou se seznámil roku 1815). Zemřel ve svém domě ve Stockholmu ve věku pouhých dvaceti devíti let. Do jeho hrobu na Hřbitově Marie Magdaleny byl roku 1839 pochován básník Karl August Nicander.

## Dílo

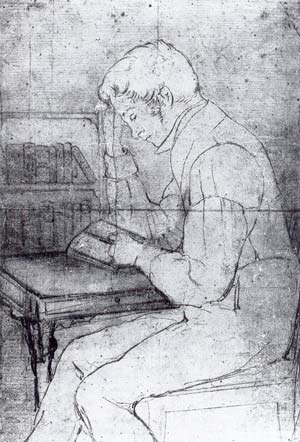
Kresba Larse Gustafa Malmberga, o které se dříve předpokládalo, že představuje Stagnelia.

Stagnelius již od raného dětství projevoval přirozený talent pro poezii. Když se usadil ve Stockholmu, usiloval o úspěch jako básník, ale za svého života vydal, a to anonymně, jen malou část své básnické tvorby, totiž epickou báseň v hexametrech Wladimir den Store (Vladimír Veliký) v roce 1817, básnickou sbírku Liljor i Saron (Lilie sáronské) roku 1821 a tragédii Bacchanterna eller Fanatismen (Bakchantky neboli fanatismus) roku 1822. Převážná část jeho poezie a jeho divadelní hry byly po jeho smrti nalezeny v jeho bytě, a datace jejich vzniku je proto značně nepřesná. Jako jeden z prvních rozpoznal hloubku jeho básní švédský básník, literární kritik a historik Lorenzo Hammarsköld, který jeho básně shromáždil a v letech 1824–1826 je vydal.
Raná Stagneliova díla vznikla ještě pod vlivem francouzské klasicistní literatury, ale kolem poloviny desátých let se v jeho dílech začaly projevovat myšlenky německého filozofa Friedricha Schellinga a gnostická mystika, zřejmě pod vlivem švédského překladu svaté knihy mandejství Ginza Rabba (Velký poklad) z roku 1816 pod názvem Adamsboken (Adamova kniha). Jeho lyrika se vyznačuje přísnou formální dokonalostí, je citová, hluboká a intenzivní a ve velkolepých obrazech dokáže vyjádřit duševní rozpoložení, vášeň i strach. Výraznými tématy básníkovi tvorby je kontrast mezi snem a skutečností, samota, touha osvobodit se od pozemských vášní skrze očistu a smrt zobrazené pomocí vyhraněného dualismu (pozemský-věčný, temnota-světlo, smyslnost-rozum, hmota-duch). V jeho elegiích, sonetech a básních pro Amandu se objevuje klidná víra, extatická zbožnost, ale také erotika a konflikt mezi nábožensky zabarveným asketismem a silně vyhraněnou smyslností. Za jeho nejvýznamnější básně jsou považovány především Till Förruttnelsen, Näcken a Endymion.
Stagnelius je rovněž autorem řady drobných písní v lidovém duchu, z nichž některé byly zhudebněny (například Adolfem Fredrikem Lindbladem).

## Výběrová bibliografie

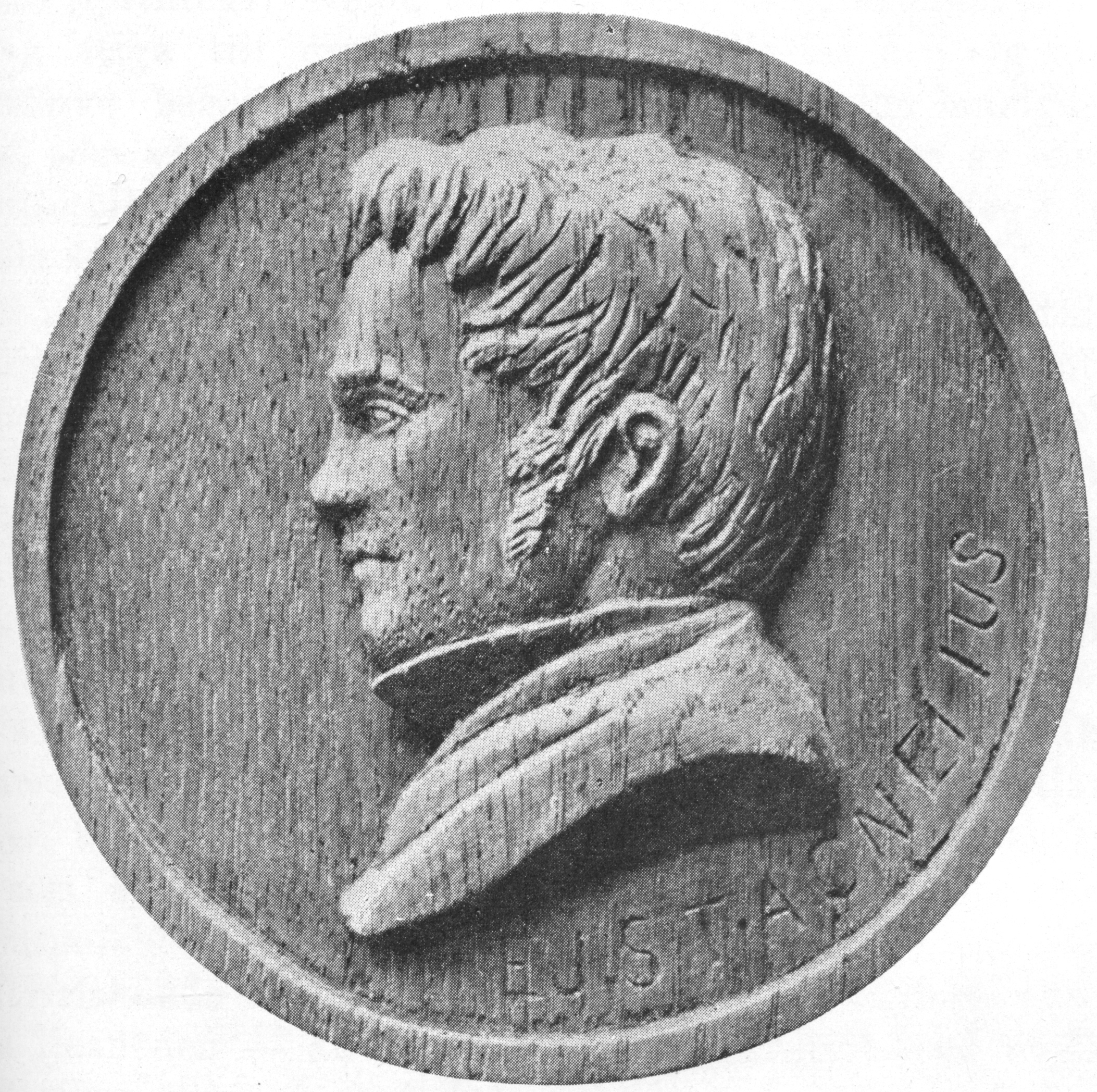
Dřevěný medailon od Larse Gustafa Malmberga, který údajně zobrazuje Stagnelia

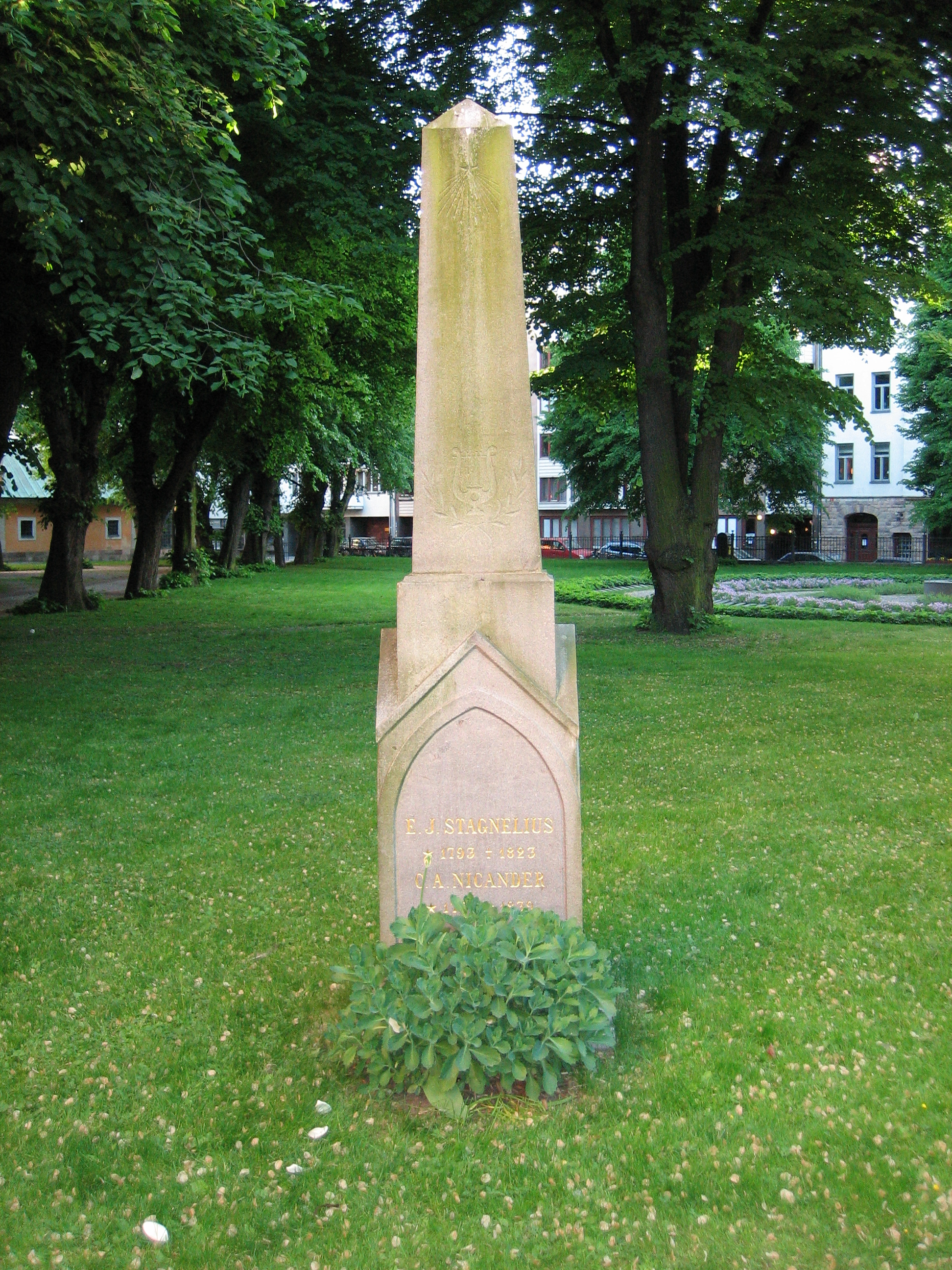
Stagneliův hrob ve Stockholmu

- Blenda (asi 1813), epická báseň založená na smålandské pověsti o värendských ženách, které pomocí válečné lsti pobily drancující dánské válečníky.[8]
- Wladimir den Store (1817, Vladimír Veliký, velká epická báseň v hexametrech vyprávějící ve třech zpěvech o lásce mocného pohanského kyjevského velkoknížete Vladimíra k byzantské princezne Anně a o jeho obrácení ke křesťanství.[4]
- Sigurd Ring (asi 1817), tragédie o stárnoucím mytickém švédském králi Sigurdu Ringovi a o jeho nešťastné lásce k mladé ženě.[10]
- Visbur (asi 1817), tragédie o mytickém švédském králi Visburovi, který uhořel ve své síni při požáru založeném jeho dvěma syny jako pomstu za to, že opustil jejich matku a upřel jim jejich dědictví.[10]
- Till Förruttnelsen (asi 1818, Na hnilobu ) lyrická báseň líčící smrt jako žádoucí útěk od bolesti a osamělosti života. Výraz „stát se zemí“ je interpretován jako jediné možné naplnění milostného ideálu úplného splynutí. [11].
- Liljor i Saron (1821, Lilie sáronské), básnická sbírka filozoficko-náboženských mystických básní, do které je zařazeno i drama Martyrerne (Mučedníci) představující křesťanství v gnostickém pojetí, podle něhož je život utrpení a trest.[6]
- Bacchanterna eller Fanatismen (1822, Bakchantky neboli fanatismus), klasická tragédie založená na starověkých mýtech o Orfeovi a Bakchovi (Dionýsovi).[8]
- Näcken (asi 1821, Vodník), lyrická báseň považovaná za jednu ze Stagneliovývh nejslavnějších. Název básně je slovo označující vodního démona (většinou zlého a často hrajícího na housle) ze severské mytologie připomínajícího vodníka ze slovanského folklóru. Básník v básni zkoumá problém víry,[12][13] a touhy po spojení s bohem. Nacken, vodní démon, představuje nezkrocené síly přírody. Jeho hudba oživuje přírodní svět, ale on touží po kráse a nevinnosti ráje, místa, kterého nikdy nemůže dosáhnout.[14]
- Endymion (asi 1821), lyrická báseň. Bohyně měsíce Delia se zamiluje do mladého krásného pastýře Endymiona, který však spí v elysejské záři, tj. rajským spánkem . Delia pláče, protože ví, že ho nemůže probudit, protože odvolat ho z božského světa snů by ho jen naplnilo strašlivou prázdnotou. Proto s ním nemůže být. Přesto ho alespoň vášnivě políbí.[15]
- Riddartornet (asi 1821–1823, Rytířská věž), hororová tragédie ze středověku, která líčí osud nešťastné Mathildy, jejíž otec držíl její matku kvůli cizoložství řadu let jako vězně v hradní věži. Dívka ji může osvobodit pouze tehdy, když se podvolí sexuálním požadavkům svého otce, který chce jinak její matku nechat zemřít smrtí hladem. Dívka si raději vezme život.[16]
- Glädjeflickan i Rom (asi 1821–1823, Římská nevěstka), divadelní hra líčící, jak duch zločinného milence volá dívku do podsvětí, aby tam pokračovali ve svém soužití.[10]
- Albert och Julia, eller Kärleken efter döden (asi 1821–1823 Albert a Julie, aneb Láska po smrti), divadelní hra, ve které milenka opouští nebe, aby doprovodila svého milence do pekla.[10]
- Thorsten fiskare (asi 1821–1823, Rybář Thorsten), komedie zpracovávající motiv krále na jeden den.[10]

## Adaptace

### Hudba
- Thomas Jennefelt: Albert och Julia (1987, Albert a Julie), rozhlasová opera švédského skladatele na vlastní libreto.[17]
- Carl Unander-Scharin: Riddartornet (2017-2018, Rytířská věž), jednoaktová opera švédského skladatele, libreto Magnus Florin.[18]

### Film
- Varför spelar näcken fiol? (1987, Proč hraje näcken na housle), švédský krátký film, režie Per Larsson.[19]

## Česká vydání
Ze Stagneliova díla nebylo do češtiny nic přeloženo kromě básně Vodník, která je uvedena v knize Alrika Gustafsona. Dějiny švédské literatury v překladu Libora Štukavce.
Soumrak věnčí zlatem nebe,
v lukách tančí víly bledé.
Z houslí vodník, zrak pln stínů,
píseň loudí v řeky klínu.
Vrba břehů skrývá hocha,
vůní fialek se kochá.
Hudbu divnou z vody slyší,
takto volá noční tiší:
„Starče, proč se tou hrou trudíš?
Trýzeň svoji nezapudíš.
Za domov máš pole, lesy,
dítkem božím však, žel, nejsi.
Lunou křtěné noci ráje,
nadpozemské hvězdné kraje,
dobrých duchů pohled vlídný
neuvidíš nikdy, bídný."
Rozpláče se stařec v hoři.
Do vln stříbra zpět se noří.
Dohrál vodník, zrak pln stínů,
navždy zmlkl v řeky klínu.